# Oi! Oi! That’s Yer Lot!
Oi! Oi! That’s Yer Lot! ist der vierte Teil der Oi!-Sampler-Reihe von Garry Bushell. Die 1982 veröffentlichte Kompilation ist außerdem die letzte, an der er inhaltlich beteiligt war.

## Hintergrund
Oi! Oi! That’s Yer Lot! sollte nach dem Willen von Bushell der letzte Teil der Kompilationsreihe sein. Auf dem Backcover stellte er fest, dass weder die bürgerliche, linke Mitte, noch die radikale Linke beziehungsweise Rechte, das Konzept des Oi! verstanden habe. In seinen Liner Notes versuchte er darzustellen, dass Oi! sehr wohl neue Impulse setzen konnte und weit davon entfernt sei zu sterben. Dazu gibt er eine eigene Definition der politischen Richtung der Oi!-Kultur ab:

“Oi! for England, England for the workers, for liberty, for justice, for life and laughs.”

„Oi! für England, England für die Arbeiter, für Freiheit, für Leben und Lachen.“

Ebenso wie die Vorgänger-Kompilation erschien das Album über Secret Records. Obwohl Bushell die Serie mit diesem Teil zu Grabe tragen wollte, erschien 1983 mit Son of Oi! ein weiterer Teil der Serie, bei dem Bushell zumindest am Schallplattencover, sowie an den Texten einzelner Bands beteiligt war. Der Ausspruch „Oi! Oi! That’s yer lot!“ ist auf den britischen Cockney-Komiker Jimmy Wheeler zurückzuführen, der diesen Ausspruch als „Catchphrase“ benutzte.
Auf dem Cover sind zwei Füße in Dr.-Martens-Schuhen und mit hochgekrempelten Jeans zu sehen.

## Titelliste
Die Schallplatte ist in die beiden Seiten „Punk“ und „Drunk“ unterteilt. Die erste Seite umfasst die eher harten Stücke, die vom Lebensalltag der Skinheads handeln, während die „Drunk“-Seite eher Partylieder enthält. Auf der zweiten Seite ist mit Judge Dread auch einer der bekanntesten Ska-Interpreten aus Großbritannien vertreten. Wie schon auf dem Vorgängeralbum ist Bushell mit seiner eigenen Band The Gonads vertreten. Das Line-up bestand wieder aus der Gruppe The Business, mit Garry Bushell am Gesang. The Last Resort nannten sich auf dieser Kompilation „The Warriors“. „Coming Blood“ war der Name der späteren Punk- und Metal-Crossover-Band The Blood.
Mit Black Flag war zum ersten Mal eine US-amerikanische Band auf dem Sampler vertreten. Die Hardcore-Band war auf Bushell zugekommen und hatte nachgefragt, ob sie einen Song beisteuern könnte. Ihr Lied Revenge wurde auf verschiedenen Nachpressungen ausgespart.

## Wiederveröffentlichungen
Das Album wurde 1989 von Link Music wiederveröffentlicht. Eine CD-Version von 1993 enthält zusätzlich die Back on the Streets-EP von 1982.
1. Venom: Where’s Dock Green
2. The Strike: Victim
3. East End Badoes: The Way It’s Got to Be
4. Skin Disease: I’m Thick
5. Angela Rippon’s Bum: Fight for Your Lives